# Amo Houghton
Amory Houghton, Jr., detto Amo (Corning, 7 agosto 1926 – Corning, 4 marzo 2020) è stato un politico statunitense, membro della Camera dei Rappresentanti per lo stato di New York dal 1987 al 2005.

## Biografia
Nato a Corning in una famiglia di noti politici (suo nonno Alanson Houghton fu deputato alla Camera dei Rappresentanti e ambasciatore statunitense in Germania e nel Regno Unito; suo padre Amory Houghton fu ambasciatore statunitense in Francia durante la presidenza Eisenhower), Houghton studiò ad Harvard e divenne presidente e amministratore delegato dell'azienda di famiglia, la Corning Incorporated.
Nel 1986 si candidò alla Camera come esponente del Partito Repubblicano e risultò eletto. Negli anni successivi fu riconfermato dagli elettori per altri otto mandati, fin quando nel 2004 annunciò la propria intenzione di non presentarsi alle successive elezioni, lasciando così il Congresso dopo diciotto anni di permanenza.
Durante la sua carriera, Houghton risultò essere uno dei politici più ricchi d'America e si configurò come un repubblicano moderato, assumendo posizioni liberali su temi come l'aborto e impegnandosi per il raggiungimento di un equilibrio bipartisan tra i colleghi deputati.
È morto il 4 marzo 2020, all'età di 93 anni.